# Hrhovská vyvieračka
Hrhovská vyvieračka (też: Veľká hlava, Fej; pol. Wywierzysko Hrhovskie) – silne źródło krasowe w Krasie Słowacko-Węgierskim na Słowacji. Znajduje się na północnym skraju Kotliny Turniańskiej, u południowych podnóży Płaskowyżu Górnego Wierchu (słow. Horný vrch), na wysokości 225 m n.p.m. Leży na północnym skraju wsi Hrhov, która powstała w tym miejscu właśnie dzięki obfitości wody.
Wywierzysko, jedno z najsilniejszych w tej części Krasu Słowacko-Węgierskiego, powstało na styku nieprzepuszczalnych warstw werfeńskich, na których leży gruba pokrywa triasowych wapieni budujących Płaskowyżu Górnego Wierchu. Odwadnia znaczny fragment płaskowyżu w jego środkowej części, w tym najgłębszą jaskinię Płaskowyżu Górnego Wierchu - przepaść Čertova diera (woda zabarwiona w przepaści ukazała się w wywierzysku po 11 dniach). Wydajność wywierzyska jest duża i stosunkowo stabilna, waha się od 200 do 270 l/s, ale notowano nawet przepływ sięgający 866 l/s. Temperatura wody wypływającej waha się w granicach 6-14 °C. Część wody wypływającej z wywierzyska przejmowana jest obecnie przez ujęcie, zasilające wodociąg wiejski Hrhova.
Wody wypływające z wywierzyska osadziły poniżej wypływu potężne, sięgające 15 m grubości warstwy białego lub jasnoszarego trawertynu, przez które w centrum wsi (poniżej kościoła) spływa potok tworząc interesujący trawertynowy wodospad. Wiek pokrywy trawertynu przy samym wywierzysku szacowany jest co najmniej na 5-6 tys. lat. Zachowały się w nim ślady bytności człowieka z okresu kultury bukowogórskiej. W niedalekiej przeszłości tutejszy trawertyn był eksploatowany przez mieszkańców Hrhova jako kamień budowlany.